# 毀滅戰士系列
毀滅戰士系列，是由id Software開發的第一人稱射擊電子遊戲系列，在電子遊戲界中被普遍視作第一人稱射擊遊戲的开拓者之一。本系列以一個不具名、在Union Aerospace Corporation（UAC）工作的宇宙軍人为题材，他为了存活下来而與怪物及僵屍戰鬥。游戏有一些特性，如3D畫象，真實三維空間性，網絡多人遊戲及讓玩家利用毀滅戰士WAD創作額外關卡。自《毀滅戰士》於1993年發佈，本系列已有4部續作、無數的擴展關卡以及同名電影《毀滅戰士》。

## 遊戲系列
- 《毀滅戰士》（1993年）
  - 《終極毀滅戰士（英语：Official versions of Doom#The Ultimate Doom）》（1995年）
- 《毀滅戰士II》（1994年）
- 《最終毀滅戰士（英语：Final Doom）》（1996年）
- 《毀滅戰士64（英语：Doom 64）》（1997年）
- 《毀滅戰士3》（2004年）
  - 《毀滅戰士3：邪惡復甦》（2005年）
- 《毀滅戰士RPG（英语：Doom RPG）》（2005年）
- 《毀滅戰士復活（英语：Doom Resurrection）》（2009年）
- 《毀滅戰士II RPG（英语：Doom II RPG）》（2009年）
- 《毀滅戰士》（2016年）
- 《毀滅戰士：永恆》（2020年）
- 《毀滅戰士：黑暗時代》（2025年）

## 相關作品

### 電影
- 2005年推出同名電子遊戲改編電影《毀滅戰士》，導演為安德瑞·巴寇亞克，主要演員為卡爾·奧賓、狄維·莊遜、露莎蒙·碧姬。[1]雖然電影的反響不佳，而id Software的CEO表示将可能會有另一套《毀滅戰士》的電影。[2]
- 重啟電影《毀滅戰士：滅絕》由東尼·吉格里歐執導，但未在戲院上映，而是於2019年以DVD首映的方式發行。

### 小說
以下同系列小說作者為Dafydd ab Hugh和Brad Linaweaver
- 《Knee-Deep in the Dead》（1995）#Book 1
- 《Hell on Earth》（1995）#Book 2
- 《Infernal Sky》（1996）#Book 3
- 《Endgame》（1996）#Book 4

以下同系列小說作者為Matthew Costello
- 《Doom 3: Worlds on Fire（英语：Doom 3: Worlds on Fire）》（2008）#Book 1
- 《Doom 3: Maelstrom（英语：Doom 3: Maelstrom）》（2009）#Book 2